# Египћани
Египћани је назив за домородачко становништво Египта. Иако по својој вјери и култури припадају арапском свету, порекло углавном воде од древних Египћана, предака данашњих православних Копта. Копти више не говоре египатским језиком, већ арапским, али су свој језик сачували у вјерским обредима.
Овај појам углавном се односи на становништво целокупног Египта, које се може поделити на две основне групе:
- Арапе Египта, који су највећа група (57.100.000), најмногољуднија су арапска популација, живе на северу, већином су пољопривредници (Феласи), после арапских освајања већина су муслимани (сунити око 84%, коптској цркви припада око 15% египатских Арапа);
- друга велика група су Арапи Саиди (22.500.000) насељени у јужном Египту, у прошлости су се мешали са Нубијцима и Бедза номадима (85% су муслимани, а 14% су припадници коптске цркве).[тражи се извор]